# Semprica
Semprica (gomfrena; lat. Gomphrena), rod jednogodišnjeg raslinja iz porodice štirovki. Poznati su i kao kuglasti amaranti. Postoji preko 130 vrsta. Domaće područje ovog roda je tropska i suptropska Amerika, Azori, Cape Verde do Angole, središnja Malezija do Australije. Jedina u rodu semprica, koja danas raste u Hrvatskoj je G. globosa.

## Boje i karakteristike cvijeta
Sve su jednogodišnje ili višegodišnje biljke, često s vrlo upadljivim cvjetovima. Cvjetne glavice poput djeteline zapravo se sastoje od šarenih brakteja (modificiranih listova koji nalikuju laticama) u nijansama ljubičaste, ružičaste, crvene, narančaste ili bijele. Pravi cvjetovi su sitni i jedva primjetni, ali kada se bolje pogleda vide se kako izviruju između slojeva papirastih brakteja.

## Vrste
1. Gomphrena affinis F. Muell. ex Benth.
2. Gomphrena agrestis Mart.
3. Gomphrena angustiflora Mart.
4. Gomphrena aphylla Pohl ex Moq.
5. Gomphrena arborescens L. fil.
6. Gomphrena arida J. Palmer
7. Gomphrena atrorubra J. Palmer
8. Gomphrena axillaris R. W. Davis & J. Palmer
9. Gomphrena basilanata Suess.
10. Gomphrena bicolor Mart.
11. Gomphrena boliviana Moq.
12. Gomphrena brachystylis F. Muell.
13. Gomphrena brittonii (Standl.) T. Ortuño & Borsch
14. Gomphrena caespitosa Torr.
15. Gomphrena canescens R. Br.
16. Gomphrena cardenasii Standl. ex E. Holzh.
17. Gomphrena celosioides Mart.
18. Gomphrena centrota E. Holzh.
19. Gomphrena chrestoides C. C. Towns.
20. Gomphrena cladotrichoides Suess.
21. Gomphrena claussenii Moq.
22. Gomphrena colosacana Hunz. & Subils
23. Gomphrena conferta Benth.
24. Gomphrena conica (R. Br.) Spreng.
25. Gomphrena connata J. Palmer
26. Gomphrena cucullata J. Palmer
27. Gomphrena cunninghamii (Moq.) Druce
28. Gomphrena debilis Mart.
29. Gomphrena decipiens Seub.
30. Gomphrena demissa Mart.
31. Gomphrena desertorum Mart.
32. Gomphrena diffusa (R. Br.) Spreng.
33. Gomphrena discolor R. E. Fr.
34. Gomphrena duriuscula Moq.
35. Gomphrena eichleri J. Palmer
36. Gomphrena elegans Mart.
37. Gomphrena equisetiformis R. E. Fr.
38. Gomphrena eriophylla Mart.
39. Gomphrena ferruginea Pedersen
40. Gomphrena filaginoides M. Martens & Galeotti
41. Gomphrena flaccida R. Br.
42. Gomphrena floribunda J. Palmer
43. Gomphrena fuscipellita T. Ortuño & Borsch
44. Gomphrena gardneri Moq.
45. Gomphrena globosa L.
46. Gomphrena graminea Moq.
47. Gomphrena guaranitica Chodat
48. Gomphrena haageana Klotzsch
49. Gomphrena haenkeana Mart.
50. Gomphrena hatschbachiana Pedersen
51. Gomphrena hermogenesii J. C. Siqueira
52. Gomphrena hillii Suess.
53. Gomphrena humifusa J. Palmer
54. Gomphrena humilis R. Br.
55. Gomphrena incana Mart.
56. Gomphrena involucrata Ewart
57. Gomphrena kanisii J. Palmer
58. Gomphrena lacinulata J. Palmer
59. Gomphrena lanata R. Br.
60. Gomphrena lanigera Pohl ex Moq.
61. Gomphrena lanuparonychioides T. Ortuño & Borsch
62. Gomphrena leontopodioides Domin
63. Gomphrena leptoclada Benth.
64. Gomphrena leptophylla (Benth.) J. Palmer
65. Gomphrena leucocephala Mart.
66. Gomphrena longistyla R. W. Davis, J. Palmer & T. Hammer
67. Gomphrena macrocephala A. St.-Hil.
68. Gomphrena macrorhiza Mart.
69. Gomphrena magentitepala J. Palmer
70. Gomphrena mandonii R. E. Fr.
71. Gomphrena marginata Seub.
72. Gomphrena martiana Gillies ex Moq.
73. Gomphrena matogrossensis Suess.
74. Gomphrena mendocina (Phil.) R. E. Fr.
75. Gomphrena meyeniana Walp.
76. Gomphrena microcephala Moq.
77. Gomphrena mizqueensis T. Ortuño & Borsch
78. Gomphrena mollis Mart.
79. Gomphrena moquinii Seub.
80. Gomphrena muscoides (Sw.) T. Ortuño & Borsch
81. Gomphrena nealleyi J. M. Coult. & Fisch.
82. Gomphrena nigricans Mart.
83. Gomphrena nitida Rothr.
84. Gomphrena occulta J. Palmer
85. Gomphrena oroyana Standl.
86. Gomphrena pallida (Suess.) Pedersen
87. Gomphrena paraguayensis Chodat
88. Gomphrena paranensis R. E. Fr.
89. Gomphrena parviceps Standl.
90. Gomphrena parviflora Benth.
91. Gomphrena perennis L.
92. Gomphrena phaeotricha Pedersen
93. Gomphrena pilosa (M. Martens & Galeotti) Moq.
94. Gomphrena platycephala R. E. Fr.
95. Gomphrena pohlii Moq.
96. Gomphrena portulacoides (A. St.-Hil.) T. Ortuño & Borsch
97. Gomphrena potosiana Suess. & Benl
98. Gomphrena pringlei J. M. Coult. & Fisch.
99. Gomphrena prostrata Mart.
100. Gomphrena pulchella Mart.
101. Gomphrena pulvinata Suess.
102. Gomphrena pumila Gillies ex Moq.
103. Gomphrena pungens Seub.
104. Gomphrena pusilla Benth.
105. Gomphrena radiata Pedersen
106. Gomphrena radicata (Hook. fil.) T. Ortuño & Borsch
107. Gomphrena regeliana Seub.
108. Gomphrena riedelii Seub.
109. Gomphrena rigida (B. L. Rob. & Greenm.) T. Ortuño & Borsch
110. Gomphrena riparia Pedersen
111. Gomphrena rosula J. Palmer
112. Gomphrena rudis Moq.
113. Gomphrena rupestris Nees
114. Gomphrena scandens (R. E. Fr.) J. C. Siqueira
115. Gomphrena scapigera Mart.
116. Gomphrena schlechtendaliana Mart.
117. Gomphrena sellowiana Mart.
118. Gomphrena serrata L.
119. Gomphrena serturneroides Suess.
120. Gomphrena sonorae Torr.
121. Gomphrena sordida Farmar
122. Gomphrena spissa Pedersen
123. Gomphrena splendida R. L. Barrett & J. Palmer
124. Gomphrena stellata T. Ortuño & Borsch
125. Gomphrena subscaposa (Hook. fil.) T. Ortuño & Borsch
126. Gomphrena tenella (Moq.) Benth.
127. Gomphrena tomentosa (Griseb.) R. E. Fr.
128. Gomphrena triceps Pedersen
129. Gomphrena trollii Suess.
130. Gomphrena umbellata J. Rémy
131. Gomphrena uruguayensis Suess.
132. Gomphrena vaga Mart.
133. Gomphrena verecunda R. W. Davis
134. Gomphrena vermicularis L.
135. Gomphrena virgata Mart.
136. Gomphrena vitellina Pedersen
137. Gomphrena wrightii (Hook. fil.) T. Ortuño & Borsch

## Sinonimi
Homotipični
- Amaranthoides Mill. in Gard. Dict. Abr., ed. 4.: [s.p.] (1754)

Heterotipični
- Bragantia Vand. in Fasc. Pl.: 6 (1771)
- Caraxeron Vaill. ex Raf. in Fl. Tellur. 3: 38 (1837), nom. superfl.
- Chlamyphorus Klatt in Leopoldina 25: 106 (1889)
- Chnoanthus Phil. in Anales Univ. Chile 21: 405 (1862)
- Coluppa Adans. in Fam. Pl. 2: 268 (1763)
- Lithophila Sw. in Prodr. Veg. Ind. Occ.: 14 (1788)
- Litophila Sw. in Prodr. Veg. Ind. Occ.: 14 (1788), orth. var.
- Ninanga Raf. in Fl. Tellur. 3: 76 (1837), nom. illeg.
- Philoxerus R.Br. in Prodr. Fl. Nov. Holland.: 416 (1810)
- Pseudogomphrena R.E.Fr. in Ark. Bot. 16(13): 17 (1921)
- Schultesia Schrad. in Gött. Gel. Anz. 1: 708 (1821)
- Sedinha Mure in Doctrine Ecole Rio de Janeiro Pathog. Brésil.: 272 (1849)
- Wadapus Raf. in Fl. Tellur. 3: 77 (1837)
- Xeraea L. ex Kuntze in Revis. Gen. Pl. 2: 543 (1891)

## Vanjske poveznice
- Florabase, Gomphrena